# Batis minor
Bátis-de-cabeça-preta ou bátis-de-coroa-ardósia (Batis minor) é uma espécie de ave da família Platysteiridae.
Pode ser encontrada nos seguintes países: Angola, Burundi, Camarões, República Centro-Africana, Chade, República do Congo, República Democrática do Congo, Eritrea, Etiópia, Gabão, Quénia, Ruanda, Somália, Sudão, Tanzânia e Uganda.
Os seus habitats naturais são: florestas secas tropicais ou subtropicais e savanas húmidas.